# L'Entretien infini
L'Entretien infini est un essai de Maurice Blanchot paru aux éditions Gallimard en 1969. Ce livre est composé de textes écrits pour la plupart entre 1953 et 1965.

## L'Entretien infini
Convoquant de nombreux philosophes et des écrivains, Blanchot développe dans ce livre des réflexions, entre autres, sur l'écriture, l'athéisme, le neutre et la révolte.